# Fulgor Basket Omegna
O Fulgor Basket Omegna SSDaRL , conhecido também como Paffoni Omegna por motivos de patrocinadores, é um clube de basquetebol baseado em Omegna, Piemonte, Itália que atualmente disputa a Série B, relativa à terceira divisão italiana. Manda seus jogos no PalaBattisti di Intra com capacidade para 1.048 adeptos. 

## Histórico de Temporadas
| Temporada | Nível | Liga        | Pos.                             | J                                | PL                               | Resultado                        |
| --------- | ----- | ----------- | -------------------------------- | -------------------------------- | -------------------------------- | -------------------------------- |
| 2012-13   | 3     | DN A        | 6º                               | 19-15                            |                                  |                                  |
| 2013-14   | 3     | DN A Silver | 4º                               | 17-11                            | 1-3                              | Quartas de finais                |
| 2014-15   | 2     | A2 Silver   | 10º                              | 14-16                            |                                  |                                  |
| 2015-16   | 2     | Serie A2    | 15º                              | 12-18                            | 2-6                              | Rebaixadoplayouts                |
| 2016-17   | 3     | Serie B     | 2º                               | 19-11                            | 5-5                              | FinalistaPlayoff 2               |
| 2017-18   | 3     | Serie B     | 1º                               | 25-5                             | 6-4                              | FinalistaPlayoff 1               |
| 2018-19   | 3     | Serie B     | 1º                               | 23-7                             | 7-3                              | FinalistaPlayoff 1               |
| 2019-20   | 3     | Serie B     | Cancelado - Pandemia de COVID-19 | Cancelado - Pandemia de COVID-19 | Cancelado - Pandemia de COVID-19 | Cancelado - Pandemia de COVID-19 |
| 2020-21   | 3     | Serie B     | 3º                               | 16-6                             | 5-4                              | SemifinalistaPlayoff A           |
| 2021-22   | 3     | Serie B     | 3º                               | 22-8                             | 3-3                              | SemifinalistaPlayoff A           |
| 2022-23   | 3     | Serie B     | 7º                               | 17-13                            |                                  |                                  |
| 2023-24   | 3     | Serie B     | 12º                              | 15-19                            |                                  |                                  |
| 2024-25   | 3     | Serie B     | 5º                               | 24-14                            | 2-3                              | Oitavas de finais                |

fonte:eurobasket.com